# Historia de la provincia de Guadalajara

Provincia de Guadalajara en el Reino de Castilla (1590)

Los restos arqueológicos más antiguos encontrados en la provincia de Guadalajara datan del periodo musteriense de la Edad de Piedra (Cueva de los Casares). Posteriormente fue ocupada por visigodos (que fundaron Recópolis), musulmanes (de cuyo paso se conservan los castillos de Molina y Zorita) y finalmente fue reconquistada por cristianos. Guadalajara alcanzó su máximo esplendor con los Mendoza, en el siglo XIV. A finales del siglo XVIII se convirtió en una de las 16 provincias de Castilla. En el siglo XX, durante la guerra civil española, la provincia de Guadalajara fue escenario de uno de los episodios más duros y tristes de la misma, con la famosa Batalla de Guadalajara.